# Artemiopsis stefanssoni
Artemiopsis stefanssoni är en kräftdjursart som beskrevs av Johansen 1921. Artemiopsis stefanssoni ingår i släktet Artemiopsis och familjen Chirocephalidae. Inga underarter finns listade i Catalogue of Life.